# سطح مخروطی

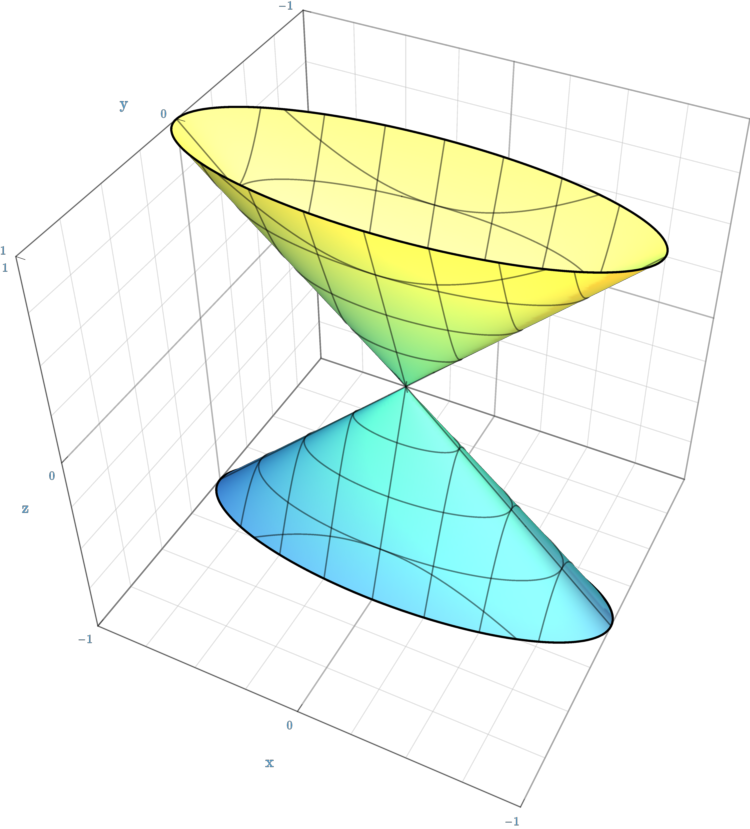

گیف رویه مخروطی مربوط به هندسه

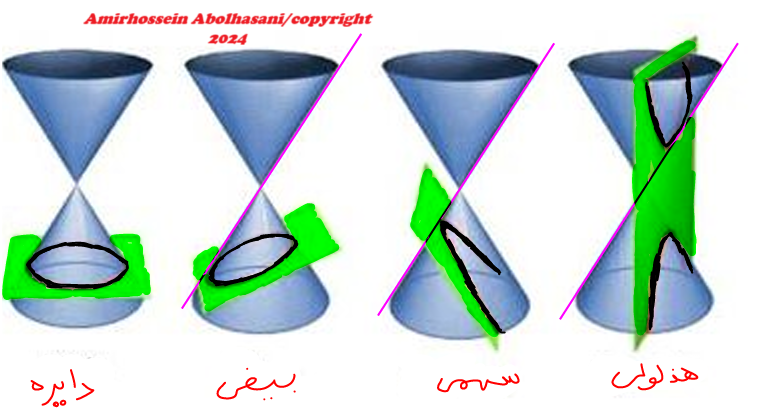
تعریف سطح مخروطی

در هندسهٔ تحلیلی، سطح مخروطی یا رویهٔ مخروطی (به انگلیسی: Conical surface) یک رویهٔ بی‌کران است که از دوران یک خط حول یک محور (متقاطع) به دست می‌آید.
به‌طور کلّی‌تر، یک مخروط بیضوی (به انگلیسی: Elliptic Cone) از انواع رویه‌های درجهٔ دوم است.
به مخروط بیضوی و نیز به سطح مخروطی، به‌طور خلاصه مخروط نیز می‌گویند. در گذشته «مخروط» به معنی سطحی کران‌دار و قائم با قاعدهٔ دایره بود. در طی زمان‌ها مفهوم کلمهٔ «مخروط» مخروط اریب را نیز شامل شد و پس از پیشرفت بیشتر ریاضیات، این اصطلاح کامل‌تر شد و سطح مخروطی را نیز شامل شد. هنوز در تدریس ریاضی در سطوح ابتدایی در جهان از معنی قدیمی استفاده می‌شود.

## ویژگی‌ها
هر سطح مخروطی سه محور (خط) تقارن عمود برهم دارد که در یک مرکز (نقطه) تقارن با یکدیگر تقاطع دارند.
به مرکز تقارن سطح مخروطی رأس آن می‌گویند و به محور تقارن آن محور. هر خط روی مخروط (خطوطی که با دوران آن‌ها حول محور، مخروط به دست می‌آید) را یک مولّد سطح مخروطی می‌نامند.

## مقاطع مخروطی

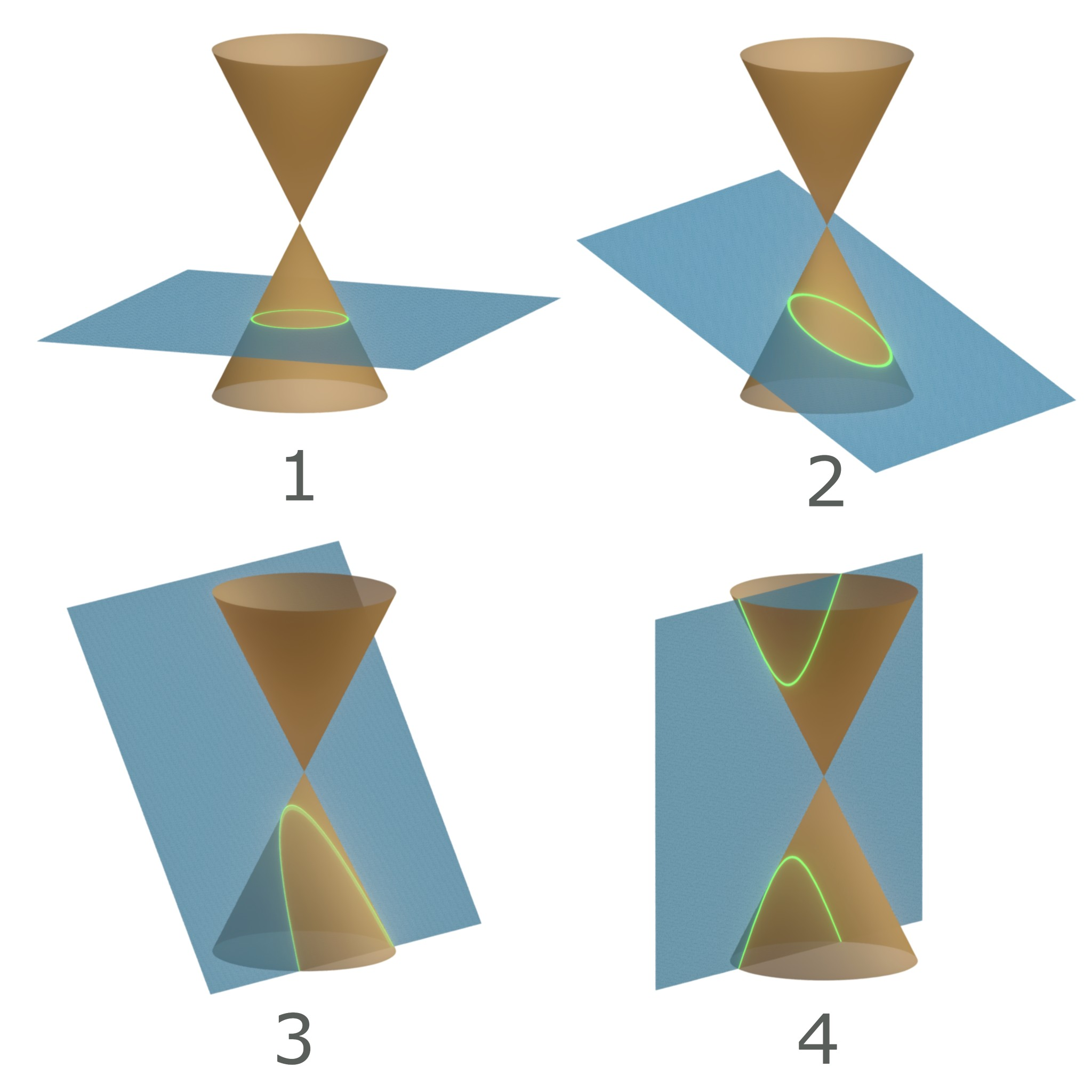
۱ و ۲: دایره و بیضی
۳: سهمی
۴: هذلولی

هر سطح مقطع از سطح مخروطی یا یک هذلولی ست، یا سهمی، یا بیضی یا دایره، یا یک خط یا نقطه یا تهی ست.

## معادلهٔ استاندارد
در دستگاه مختصات دکارتی، روش استاندارد نمایش یک مخروط بیضوی با مرکز تقارن در مبدأ مختصات به صورت زیر است:
{\displaystyle {x^{2} \over a^{2}}+{y^{2} \over b^{2}}-{z^{2} \over c^{2}}=0}
اگر {\displaystyle a=b} باشد سطح مخروطی (دایروی) حاصل می‌شود.

### در ابعاد بالاتر
یک ابرمخروط در فضای {\displaystyle \mathbb {R} ^{n}}، یک ابررویهٔ درجه دو است. یک ابرمخروط، همهٔ نقاطی مانند {\displaystyle P=(x_{1},x_{2},\dots ,x_{n})} است که در معادلهٔ استاندارد زیر صدق کنند:
{\displaystyle \pm {x_{1}^{2} \over c_{1}^{2}}\pm {x_{2}^{2} \over c_{2}^{2}}\pm \dots \pm {x_{n}^{2} \over c_{n}^{2}}=0}